# 朝鲜太宗
朝鲜太宗（：／ Joseon Taejong；1367年6月13日—1422年5月30日），朝鮮王朝第3位國王，1400年至1418年在位；本名李芳遠（：／ Yi Bang-won），字遗德（：／ Yu deok）。
李芳遠是推翻高麗、建立朝鮮王朝的重要人物，為朝鮮王朝開國君主李成桂的第五子；他藉由第一次王子之乱、第二次王子之乱逐漸掌握實權，於1400年接受兄長定宗的禪位，並成為首位明朝正式冊封的朝鮮國王。1418年傳位給王世子李祹，以太上王的身份繼續執掌朝政。死後庙号太宗，谥号恭定圣德神功建天体极大正启佑文武睿哲成烈光孝大王，葬于位在京畿道广州內谷洞西大母山的献陵。

## 生平

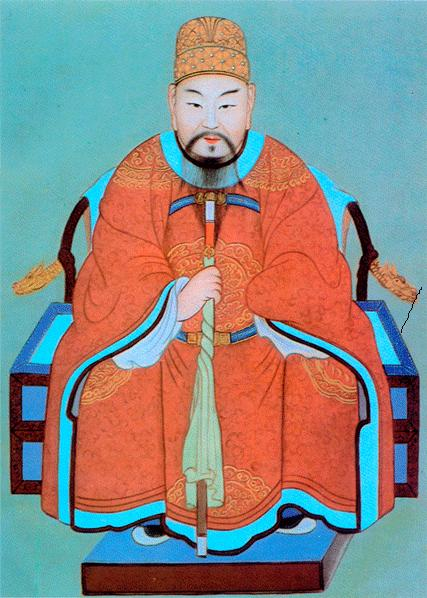
朝鲜太宗次子孝宁大君李補

### 早年
李芳遠是朝鲜太祖李成桂第五子，朝鲜定宗李曔之同母弟；高丽恭愍王十六年（1367年）五月生于太祖咸兴潜邸；洪武十六年（1383年）及第。洪武二十一年（1388年），李成桂在威化岛回军，李芳远时为典礼正郎，保护其母韩氏、庶母康氏、七弟李芳蕃、八弟李芳硕以及三个妹妹逃亡。高丽恭让王时，官至密直司右代言。朝鲜太祖李成桂即位后，李芳远被封为靖安君。明洪武年间，李芳远多次前往明朝。其中洪武二十六年朝鲜贡马，李芳远随朝鲜贡使前往南京，在北平与燕王朱棣私相会见。

### 刺殺重臣
高麗恭讓王四年（1392年），時任從一品重臣守門下侍中鄭夢周對於李成桂權傾朝野的行為深感忌憚，趁李成桂出迎世子王奭不慎墜馬受傷之際，欲將其除去。鄭夢周先於朝堂上彈劾並立刻流放其六名主要親信官員(趙浚、鄭道傳、南誾、尹紹宗、南在、趙璞)。當時，李芳遠直言鄭夢周必不利於我家，應先除去。及後，李芳遠多次進諫父親並請求允許馬上誅殺鄭夢周，但屢遭拒絕。刺殺之事一度被卞仲良洩露，鄭夢周得知，於是以探病為由見李成桂，實觀變況，李成桂待他如常。李芳遠深感家族受到重大威脅，刺殺之事即使未獲批准也機不可失，於是命手下趙英珪、趙英茂、高呂、李敷等人於路上伏擊鄭夢周，最終成功刺殺。李成桂事後震怒，怒斥李芳遠擅殺大臣對國人、對家族不忠不孝。李芳遠卻以鄭夢周將要害我家族為由，先下手將其除去方為對家族盡孝駁斥。李成桂聽後因怒病劇，至不能言，及後不得已將鄭夢周黨羽以誣陷忠良罪名一併除去。
李芳遠擅自作主的舉動令父親感到難堪，但同時替父親及後稱帝改朝換代之路掃除最後一大障礙。然而，李芳遠的「功勞」遭到李成桂冷待，再加上李成桂另立幼子李芳碩為世子的爭議埋下了日後政變之禍。

### 掌握權力
洪武三十一年（1398年）八月二十六日，靖安君李芳远趁父亲太祖久病不愈，以“立嫡以长”为借口，联合益安君李芳毅、怀安君李芳幹、上党君驸马李伯卿，杀死世子李芳硕、三军府左军节制使、抚安君李芳蕃、三军府右军节制使、兴安君驸马李济，特进辅国崇禄大夫、判三司事、兼判三军府事、奉化伯郑道传、参赞门下府事、兼判尚瑞寺事、三军节制使、宜城君南訚、判中枢院事李懃、同知中枢院事、福城君沈孝生同时见害，史稱戊寅靖社（第一次王子之乱）。太祖被迫承认既成事实，册立三军府中军节制使、永安君李芳果为世子，次月传位于李芳果。
两年后，靖安公李芳远仍然不满现状，宫廷政变再次发生。四兄懷安公李芳幹意圖與之爭奪王位繼承權但最終事敗，李芳幹連同兒子遭到流放，史称庚辰靖社（第二次王子之亂）。三兄益安公李芳毅性情醇謹恬淡，本就無意爭奪王位，並無參與政變，政變發生時宿疾在家，聞變痛哭，遂辭去中軍節制使之職，交還兵權。此次政变后，定宗退位，李芳远即位。而李成桂自开京出奔，直逃老家咸兴，皈依佛门，并居住在幼年的潜邸（咸兴本宫）中，1408年离世；定宗则在1419年在开京离世。

### 登基
建文三年（1401年），李芳遠接受兄长定宗禅位，继承朝鲜国王，是為朝鮮太宗。六月，明惠宗遣通政寺丞章谨、文渊阁待诏端木礼封太宗为朝鲜国王。六月十二日，太宗率百官至汉城宣义门外迎接朝廷使臣。随后章谨、端木礼于景福宫无逸殿宣读敕封诏书：“奉天承运皇帝诰曰：古先哲王之为治，德穷施普，覆育万方。凡厥有邦，无间内外，罔不臣服。爰树君长，俾乂其民人，以藩屏于夷夏。朕承大统，师古成宪。咨尔朝鲜权知国事李芳远，袭父兄之传，镇绥兹土，来效职贡，率礼克诚，以未受封，祈请勤至。兹庸命尔为朝鲜国王，锡以金印，长兹东土。呜呼！天无常心，惟民是从；民无常戴，惟德是怀。尔其懋德，以承眷佑，孝友于家，忠顺于上，仁惠于下，俾黎民受福，后昆昭式，永辅于中国。启土建家，匪德莫宜，可不敬哉！”。随后，朝鲜三司右使李稷、摠制尹坤，奉京师禮部咨文宣读。
明成祖在靖难之变即位后，朝鲜在建文四年（1402年）十月初就停止使用建文年号，十月十二日，明朝使臣都察院佥都御史俞士吉、鸿胪寺少卿汪泰、内官温全、杨宁携带朱棣的诏书抵达朝鲜，正式通报了明朝国内的情况：
|  | 奉天承运皇帝诏曰： 昔我父皇太祖高皇帝临御天下垂四十年，薄海内外，皆为臣妾。高皇帝弃群臣，建文嗣位，权归奸慝，变乱宪章，戕害骨肉，祸几及朕。于是钦承祖训，不得已而起兵以清憝恶。赖天地祖宗之灵，将士之力，战胜攻克。初不欲长驱，始观兵于济南，再逗留于河北，近驻淮泗，循至京畿，冀其去彼奸回，悔罪改过。不期建文为权奸逼胁，阖宫自焚。诸王、大臣、百官、万姓，以朕为高皇帝正嫡，合辞劝进，缵承大统。朕以宗庙社稷之重，已于洪武三十五年六月十七日即皇帝位。大赦天下。改明年为永乐元年。嘉与万方，同臻至治。念尔朝鲜，高皇帝时常效职贡，故遣使诏谕，想宜知悉。 |

接到诏书后在当月李芳远就派遣以左政丞河仑为代表的使节团前往南京祝贺明成祖登极。河仑等人在南京朝见了朱棣，通过礼部侍郎赵礼向朱棣请求颁发新的诰命、印信等物。永乐元年（1403年）二月，明成祖正式派出以左通政赵居任为首的册封使节团，其成员还包括日后长期出使朝鲜的宦官黄俨，朝鲜籍宦官朱允端、韩帖木儿，明朝都指挥高得等人。使团一行于四月初八日抵达汉阳，李芳远亲率群臣在西郊张设山棚，亲着冕服迎接明朝使者，随后将明朝使团迎至阙下，明朝使臣宣读明成祖的圣旨，正式册封李芳远为“朝鲜国王”：
|  | 奉天承运皇帝制曰： 朕惟王者受命，混六合为一家，天道同仁，视万方为一体，所以地无遐迩，人咸景从。我皇考太祖高皇帝，诞膺天命，肇造寰区，薄海内外，悉皆臣顺。尔朝鲜国，居东藩，聿先声教，职贡之禮，少有愆违背，故在朝廷屡降宠锡。肆朕统御之始，尔讳深念皇考之恩，遵承乃父之训，即陈表奏，效职來庭。眷此忠诚，良足嘉尚。兹用命尔为朝鲜国王，锡以印章，永胙茅土。于戏！保国安民，恪守畏天之道，作藩树屏，式谋贻后之规。厥位寔艰，朕言惟允，毋怠毋荒，尔其钦哉！ |

由此，李芳远以明成祖赐予的印信、诰命替换明惠宗当年赐给他的印、诰，成为明成祖册封的“朝鲜国王”。李芳远接受册封后，随即派遣使节团前往明朝谢恩，于是又获得朱棣赐予金印、诰命、九章、圭玉、佩玉等一系列物品，并获得穿着九章冕服的资格。太宗又得到了明成祖的承认。

#### 六曹直启制
太宗在位期间，完善了其父太祖的“科田制”，没收大量“私田”、“别赐田”、“寺院田”，颁布《功臣田传给法》。太宗仿效明太祖废相后直接领导六部的做法，创立了六曹判书（正二品）向国王个人负责的“六曹直启制”，架空成立不久的议政府，加强君主集权。1403年太宗改革行政区划，撤去高丽时代沿袭下来的一留都府、五都护府、六府、二十牧，并改高丽的五道两边为朝鲜八道。太宗也于在位时期提出庶孽錮禁法嚴别嫡庶。

#### 私兵革罷
另外，在1400年，太宗废除高丽的私兵制，实行统一的府兵制，集兵权于中央。还召集都内衣冠子弟，设立“鹰扬卫”和“别侍卫”。1415年改革军制，设立守城军、营镇军、杂色军三种级别。太宗在位期间，还修订了《经济六典元集详节》、《续集详节》、《璿源录》等书籍。 

#### 號牌法
永乐十一年（1413年）9月，太宗宣布实行号牌法，规定10岁以上70岁以下的男子均按身分佩带一种号牌，上书姓名、住址、面色、身长、有无胡须等，在发牌时进行户口登记。如有不戴或伪造、遗失、借用者，要受处罚。两班贵族的号牌用象牙或鹿角制成，平民的则用杂木。1407年起实行邻保制，以连环保的方式加强统治和保证对国家的负担得以实现。朝鮮实行奴婢辩正，把高丽末期沦为奴婢的人改为良民，把寺院的私奴婢改为国家控制的公奴婢，使国家能够掌握更多的劳动力和兵源。
永乐十五年（1417年），太宗设立都巡问使、都观察黜陟使、都安抚使三言官。

### 倭寇討伐
永乐十六年（1418年），太宗废黜德行有亏的世子让宁大君，又以朝鲜国王必须劝酒讨好明朝使臣为由不立不能饮酒的次子孝宁大君，于是立三子忠宁大君为世子。
同年八月八日，太宗传位于世子，即世宗。雖已遜位但仍在軍隊中有影響力，以太上王教旨命令李从茂清剿对马海峡倭寇，史称己亥东征。此次东征朝鲜擊斃700名、逮捕110名倭寇，并释放了至少140名被倭寇抓走的中国人。朝鲜方面则有180人阵亡。1419年9月，对马海峡倭寇首领平真盛被捉获，并押到朝鲜王宫。1443年，癸亥条约签订，对马海峡倭寇首领接受朝鲜王朝对对马海峡的宗主权。朝鲜方面也给与平氏倭寇在对马海峡与朝鲜的贸易优先权。

### 去世
永乐二十年（世宗四年，1422年）五月十日，太宗在汉城泉达坊新宫去世，在位十八年，在太上王位四年，享年五十四岁。

## 尊號與諡號
永樂十六年（太宗十八年，1418年），太宗禪位給兒子世宗，被尊為上王。十一月八日，世宗为太宗加尊號為“聖德神功上王”，颁布册文：
|  | 维永乐十六年，岁次戊戌十一月丁未朔，越八日甲寅，国王臣讳稽首再拜谨奉册上言。恭以圣神之妙，虽绝名言，臣子之情，必崇徽号。兹擧彝宪，用申孝思。恭惟上王殿下，高明配天，博厚齐地。扶圣祖而启运；尊嫡长以守成。德冠百王，孚舜、文之所性；功高万代，与汤、武而同符。敦敬天爱民之诚；尽事大交邻之道。惟至仁之浃洽，致斯世於隆平。念袭重艰，悉深祗懼。欲昭盛美，當極尊稱。爰率臣僚，式陈册礼。臣讳不胜大愿，谨奉册宝，上尊号曰圣德神功上王。伏惟，上王殿下特留睿鑑，以徇卑忱。俯受鸿名，擁纯禧之川至；茂迎和气，享多岁于嵩呼。臣讳诚懽诚忭，稽首再拜上言。 |

永乐二十年（世宗四年，1422年），太宗去世，明朝赐谥号为恭定，朝鲜在此基础上为太宗上谥号为恭定圣德神功文武光孝大王，庙号太宗，葬于献陵 （在京畿道广州大母山）。肃宗九年（1683），肃宗认为太宗諡號中只有“文武光孝”算是諡號，“聖德神功”是太上王尊號，所以加谥“睿哲成烈”四字，為恭定聖德神功文武睿哲成烈光孝大王，高宗八年（1871年）追上尊号“建天体极大正启佑”，最后谥号为恭定圣德神功建天体极大正启佑文武睿哲成烈光孝大王。

## 宰輔
- 李舒（領議政）
- 成石璘（領議政）
- 趙浚（領議政）
- 南在（領議政）
- 李居易（領議政）
- 權仲和（領議政）
- 韓尚敬（領議政）
- 河崙（領議政）
- 李稷（領議政）
- 柳廷顯（領議政）
- 沈溫（領議政，忠寧大君即日後的世宗之岳父，昭憲王后之父）

## 家庭

### 王妃
| 稱號         | 生卒年         | 本貫 | 父母                                | 備註 |
| ------------ | -------------- | ---- | ----------------------------------- | --- |
| 元敬王后閔氏 | 1365年－1420年 | 驪興 | 驪興府院君閔霽 三韓國大夫人礪山宋氏 | ①高麗恭愍王十四年七月十一日誕生，朝鮮世宗二年七月十日昇遐。 ②朝鮮太祖元年封靖寧翁主，定宗二年封貞嬪，太宗即位後進封靜妃，世宗尊為厚德王大妃。 |

### 後宮
| 稱號         | 生卒年   | 本貫 | 父母            | 備註                                                                       |
| ------------ | -------- | ---- | --------------- | -------------------------------------------------------------------------- |
| 懿嬪權氏     | 1384－？ | 安東 | 權弘 慶州李氏   | 太宗2年（1402年）封貞懿宮主，世宗4年（1422年）封懿嬪。                     |
| 明嬪金氏     | ？－1479 | 安東 | 金九德          | 太宗11年（1411年）封明嬪。                                                 |
| 孝嬪金氏     | ？－1454 |      |                 | 原封孝順宮主。                                                             |
| 信嬪辛氏     | ？－1435 | 寧越 | 辛永貴 長興周氏 | 初封信寧翁主（愼寧翁主），後加封宮主。曾是元敬王后的婢女。                 |
| 善嬪安氏     | ？－1468 |      | 安義            | 世宗3年（1421年）封淑善翁主。                                              |
| 昭嬪盧氏     | ？－1479 | 長淵 | 盧龜山 忠州崔氏 | 太宗11年封昭惠宮主。外祖崔濂。                                             |
| 淑儀崔氏     |          |      |                 |                                                                            |
| 淑恭宮主金氏 | ？－？   | 清道 | 金漸 安東權氏   | 太宗11年封淑恭宮主（肅恭宮主）。後來受父親連累而被太宗趕出宮，便出家為尼。 |
| 愼順宮主李氏 | 1390－？ | 星州 | 李稷 陽川許氏   | 世宗4年（1422年）封愼順宮主。33歲時入宮，本為寡婦。 侄子星原尉李正寧。     |
| 惠順宮主李氏 | ？－1438 | 固城 | 李云老 慶州李氏 | 世宗4年（1422年）封惠順宮主。                                              |
| 義貞宮主趙氏 | ？－1454 | 漢陽 | 趙賚            | 世宗4年（1422年）封貞懿宮主。                                              |
| 西京翁主金英 |          |      |                 | 太宗即位前所納的侍妾。                                                     |
| 德淑翁主李氏 |          |      |                 | [ 24 ]                                                                     |
| 順惠翁主張氏 | ？－1423 | 安東 | 張思吉          | [ 25 ]                                                                     |
| 惠善翁主洪氏 |          |      |                 | 甫川妓「可喜兒」。                                                         |
| 後宮李氏     | ？－1433 |      |                 | 厚寧君之生母，為太宗所黜。資料不足，無法確認其封號。                       |
| 後宮金氏     |          |      |                 | 淑安翁主之生母。資料不足，無法確認其封號。                                 |
| 後宮高氏     |          |      |                 | 事蹟不詳。                                                                 |

### 王子
| 稱號     | 名 | 生年 | 卒年 | 生母              | 配偶                                  | 備註                                           |
| -------- | -- | ---- | ---- | ----------------- | ------------------------------------- | ---------------------------------------------- |
|          |    |      |      |                   |                                       | 在讓寧大君出生前，太宗曾有三子，但都不幸夭折。 |
| 讓寧大君 | 禔 | 1394 | 1462 | 元敬王后          | 隨城府夫人光州金氏                    | 初封世子，以敗德降封大君。諡剛靖。             |
| 孝寧大君 | 補 | 1396 | 1486 | 元敬王后          | 蘂城府夫人海州鄭氏 （1394年－1470年） | 初名祜。諡靖孝。                               |
| 世宗大王 | 祹 | 1397 | 1450 | 元敬王后          | 昭憲王后青松沈氏                      | 朝鮮第4代君主。                                |
| 誠寧大君 | 褈 | 1405 | 1418 | 元敬王后          | 三韓國大夫人昌寧成氏                  | 諡昭頃。                                       |
| 敬寧君   | 裶 | 1402 | 1458 | 孝嬪金氏          | 淸原府夫人淸風金氏                    | 諡齊簡。                                       |
| 諴寧君   | 裀 | ？   | 1467 | 信嬪辛氏          | 郡夫人全州崔氏                        | 初封恭寧君。諡貞敏。                           |
| 溫寧君   | 裎 | ？   | 1454 | 信嬪辛氏          | 益山郡夫人順天朴氏                    | 諡良惠。                                       |
| 謹寧君   | 禯 | ？   | 1461 | 貞嬪高氏 信嬪辛氏 | 泰安郡夫人河陽許氏                    | 諡僖懿。                                       |
| 惠寧君   | 祉 | ？   | 1440 | 善嬪安氏          | 樂安郡夫人茂松尹氏                    | 諡襄懷。                                       |
| 熙寧君   | 袉 | ？   | 1465 | 淑儀崔氏          | 郡夫人淳昌申氏 郡夫人平山申氏         | 諡夷靖。                                       |
| 厚寧君   | 衦 | 1419 | 1450 | 崔氏 李氏         | 郡夫人平山申氏                        | 諡僖悼。                                       |
| 益寧君   | 袳 | ？   | 1464 | 善嬪安氏          | 郡夫人雲峰朴氏                        | 諡昭剛。                                       |

### 王女
| 稱號     | 名 | 生年 | 卒年 | 生母          | 配偶                                | 備註                                                                           |
| -------- | -- | ---- | ---- | ------------- | ----------------------------------- | ------------------------------------------------------------------------------ |
| 貞順公主 |    | 1385 | 1460 | 元敬王后      | 淸平府院君李伯剛 （1381年－1451年） |                                                                                |
| 慶貞公主 |    | ？   | 1455 | 元敬王后      | 平壤府院君趙大臨 （1387年－1430年） |                                                                                |
| 慶安公主 |    | 1393 | 1415 | 元敬王后      | 吉昌君權跬 （1393年－1421年）       | [ 35 ] [ 36 ]                                                                  |
| 貞善公主 |    | 1404 | 1424 | 元敬王后      | 宜山君南暉                          | 孫子為南怡（1441年－1468年），世祖時期著名武將，後來被柳子光誣陷謀反而被處決。 |
| 貞惠翁主 |    | ？   | 1424 | 懿嬪權氏      | 雲城府院君朴從愚                    |                                                                                |
| 貞信翁主 |    | ？   | 1452 | 信嬪辛氏      | 鈴平君尹季童                        |                                                                                |
| 貞靜翁主 |    | 1410 | 1456 | 信嬪辛氏      | 漢原君趙璿 （1410年－1437年）       |                                                                                |
| 淑貞翁主 |    | ？   | ？   | 信嬪辛氏      | 日城君鄭孝全                        |                                                                                |
| 昭善翁主 |    | ？   | 1437 | 信嬪辛氏      | 柔川尉邊孝順                        | 又稱「昭信翁主」。                                                             |
| 淑惠翁主 |    | 1413 | 1464 | 昭嬪盧氏      | 星原尉李正寧 （1411年－1455年）     | [ 39 ] [ 40 ]                                                                  |
| 淑寧翁主 |    | ？   | ？   | 信嬪辛氏      | 坡城君尹愚                          |                                                                                |
| 昭淑翁主 |    | ？   | 1456 | 善嬪安氏      | 海平君尹延命                        |                                                                                |
| 淑慶翁主 |    | 1420 | ？   | 信嬪辛氏      | 坡平君尹巖                          |                                                                                |
| 敬愼翁主 |    | ？   | ？   | 善嬪安氏      | 全城尉李梡                          |                                                                                |
| 淑安翁主 |    | ？   | 1464 | 金氏          | 懷川君黃裕 （1421年－1450年）       |                                                                                |
| 淑謹翁主 |    | ？   | 1450 | 信嬪辛氏 金氏 | 花川君權恭                          |                                                                                |
| 淑順翁主 |    | ？   | ？   | 李氏          | 坡原君尹泙                          |                                                                                |

## 相关册封
1401年，朝鲜太宗被中国明朝册封为“朝鲜国王”，是第一个正式获得中国中原王朝册封的朝鲜王朝君主。

## 相關影視作品及飾演者

### 電視劇
| 演員                          | 年代           | 電視台 | 劇名                      | 備註                               |
| ----------------------------- | -------------- | ------ | ------------------------- | ---------------------------------- |
| 李政吉                        | 1983年         | MBC    | 朝鮮王朝五百年—楸洞宮大人 |                                    |
| 林赫柱                        | 1983年         | KBS    | 開國                      |                                    |
| 劉東根                        | 1996年～1998年 | KBS    | 龍之淚                    | 之後在「鄭道傳」中飾演太祖李成桂。 |
| 金永哲                        | 2008年         | KBS    | 大王世宗                  |                                    |
| 白允植                        | 2011年         | SBS    | 樹大根深                  |                                    |
| 崔泰俊                        | 2012年～2013年 | SBS    | 大風水                    |                                    |
| 安在模                        | 2014年         | KBS    | 鄭道傳                    | 曾在「龍之淚」飾演世宗李祹。       |
| 安內相                        | 2014年～2015年 | JTBC   | 下女們                    |                                    |
| 南多凜（幼年） 劉亞仁（成年） | 2015年～2016年 | SBS    | 六龍飛天                  | 「樹大根深」之前傳。               |
| 金永哲                        | 2016年         | KBS    | 蔣英實                    |                                    |
| 张赫                          | 2019年         | JTBC   | 我的王国                  |                                    |
| 朱相昱                        | 2021年         | KBS    | 太宗李芳遠                |                                    |
| 李賢旭                        | 2025年         | tvN    | 元敬                      |                                    |

### 電影
| 演員   | 年代   | 片名     | 備註 |
| ------ | ------ | -------- | ---- |
| 朴英奎 | 2012年 | 我是王   |      |
| 張赫   | 2015年 | 情慾王朝 |      |